# Bento Gonçalves da Silva
Bento Gonçalves da Silva (Triunfo, 23 settembre 1788 – Pedras Brancas, 18 luglio 1847) è stato un militare, politico e rivoluzionario brasiliano.
Nel Rio Grande do Sul è considerato ancor oggi una figura molto importante.

## Biografia
Attivo nella Guerra dei Farrapos, fu presidente della Repubblica Riograndense.
Dopo aver intrapreso la carriera militare decise di separare il Rio Grande do Sul dal resto del Brasile imperiale. Tra i suoi comandanti in campo vi furono Antônio de Sousa Neto e Giuseppe Garibaldi. 

## Omaggi
- Un comune del Rio Grande do Sul, Bento Gonçalves, porta il suo nome.

## Nella cultura di massa
- L'attore Werner Schünemann lo ha impersonato nella telenovela Garibaldi, l'eroe dei due mondi.